# Prokešův puč
Prokešův puč byl neúspěšný pokus o vojenský puč v ČSR v roce 1949, namířený proti komunistickému režimu s cílem obnovit demokratické poměry ve státě. Akci inicioval major ve výslužbě Květoslav Prokeš (krycí jméno Květa). Dalšími hlavními organizátory byl advokátní koncipient Jaroslav Borkovec a bývalý náčelník kriminální policie JUDr. Rudolf Hrbek. Plán puče byl prozrazen a krátce před jeho plánovaným započetím byli hlavní účastníci zatčeni.

## Plán
Puč byl připravován od února 1949. Akce byla naplánována na 17. května 1949, se začátkem o 03:00 hodin v Praze, kde měly být v první řadě obsazeny důležité objekty (ústřední vedení Sboru národní bezpečnosti, generální štáb armády, některá ministerstva, Československý rozhlas, letiště v Ruzyni a Kbelích). V okolí bylo záměrem obsadit důležité vojenské posádky. Podle plánu měl být následně internován prezident Klement Gottwald, rozpuštěny Lidové milice, Sbor národní bezpečnosti a komunistické organizace. Velitelem povstání měl být jmenován tehdy již zatčený generál Karel Kutlvašr. Jako dočasné opatření měla státní moc převzít armáda.
Původně se počítalo se současným vypuknutím převratu na Slovensku, kde měli být jeho strůjci vojenští důstojníci a členové organizací Sokol, Orel a Junák.

## Odhalení Státní bezpečností
Vzhledem k široké základně zainteresovaných osob (přes 100 armádních důstojníků i civilních osob) začala tyto tendence prošetřovat Státní bezpečnost (StB). Čtyři dny před plánovaným zahájením akce byl do řad konspirátorů nasazen provokatér StB a jen 20 hodin před stanovenou hodinou začala StB zúčastněné osoby zatýkat. V té době zatkli zhruba 58 osob, některé účastníky akce se podařilo zadržet až krátce před třetí hodinou ranní 17. května.

## Justiční dohra
Květoslav Prokeš a jeho spolupracovníci byli obžalováni z přípravy protistátního ozbrojeného spiknutí a ze špionáže. V následném soudním procesu udělil 30. července 1949 Státní soud v Praze rozsudek smrti Květoslavu Prokešovi, Jaroslavu Borkovcovi, Vratislavu Jandovi, Emanuelu Čančíkovi, Vratislavu Polesnému a Josefu Charvátovi za zločin velezrady a vyzvědačství. Rudolf Hrbek byl spolu s dalšími devíti obžalovanými odsouzen doživotí, další osoby na 25 let odnětí svobody, případně k nižším trestům; deset obžalovaných bylo osvobozeno.
Poprava byla provedena 5. listopadu 1949 ve věznici na Pankráci v Praze.